# Procochleosaurus jarrowensis
Il prococleosauro (Procochleosaurus jarrowensis) è un anfibio estinto appartenente ai temnospondili. Visse nel Carbonifero medio (circa 318 - 312 milioni di anni fa) e i suoi resti fossili sono stati ritrovati in Irlanda.

## Descrizione
Conosciuto solo per un cranio quasi completo, questo animale doveva essere molto simile ad altri temnospondili basali come Cochleosaurus o Edops, ma di dimensioni più ridotte. Procochleosaurus possedeva, come Cochleosaurus, un cranio piuttosto allungato, ma le orbite erano ancora a circa metà della lunghezza del cranio. L'incisura otica (una fossetta nella parte posteriore del cranio, che si ritiene sostenesse una membrana timpanica) era piuttosto profonda ma le corna tabulari non erano sviluppate. Si suppone che il corpo di Procochleosaurus fosse simile a quello di una grossa salamandra; il cranio misurava circa 8 centimetri di lunghezza.

## Classificazione
Procochleosaurus jarrowensis venne descritto per la prima volta nel 1996, sulla base di un fossile ritrovato nel giacimento carbonifero di Jarrow, in Irlanda. Procochleosaurus è considerato il più antico e primitivo tra i cocleosauridi, un gruppo di temnospondili basali dalle abitudini acquatiche. 